# 官途状
官途状（かんどじょう）とは、室町時代以降、主君が武功を挙げた家臣に対して特定の官職を私称することを許した書状のことである。官途書出、受領書出とも。

## 官途状とは
官途状の歴史は古く、南北朝時代に北朝方の足利尊氏や南朝方の北畠顕信らが、配下となった武将の叙位任官を朝廷に取り次ぐことを確約する風習（「官途書出」）が確認されている。ただし、正式な叙位任官は除目に基づくものとされ、あくまで官位の斡旋を保証するものであった。
室町時代以降になると、守護大名が家臣や服属してきた被官に対して官職を大名家中の中で私称することを許す慣習が生まれるようになった。私称された官職名を受領名といい、官途書出または官途状を以て授与した。また、官途書出や官途状に準じて、仮名書出という太郎・次郎などの輩行名と兵衛・衛門など六衛府にちなんだ官名を組み合わせた名を授ける書状も武士の栄典として使用された。
受領名は朝廷の関知しない僭称であり、本来ならば不当ともいえる慣行であった。しかし、室町時代は守護の力も強く、武士が中心の社会であったため、こうした慣行が取り締まられることはなく、戦国時代を通じて官途状が武功の恩賞として多用された。とはいえ、朝廷など公式な場で名乗ることは憚られ、官名を略したり、違う表現に置き換えたりした。
そこで、正式な官途名を工夫して、略して称する習慣が生まれ、これが武士の間で広まり百官名・東百官という名乗りに派生していくこととなった。
江戸時代になると、中世末に一度没落し大名の地位を失った武士の家系などで、主に名主となって農村に残った旧臣たちに対して、官途状を発給する習慣が残った。